# Бальжинимаева, Светлана Базар-Садаевна
Светлана Базар-Садаевна Бальжинимаева (7 декабря 1954, с. Единение, Забайкальский край) — российский педагог, заслуженный учитель Российской Федерации. Отличник народного просвещения.
В 1977 году окончила Новосибирский государственный педагогический институт. Работала заместителем директора, с 1979 — директором средней школы с. Единение.
С 2000 — генеральный директор экономико-образовательного сообщества «школа-совхоз».
По результатам Всероссийского конкурса в 1998 году школе был присвоен статус Федеральной экспериментальной площадки по теме «Разработка функциональной модели управления сельской школой нового типа (агрошколы)».
Избиралась депутатом районной Думы, председателем постоянной комиссии по аграрной политике.